# Vidal (Familienname)
Vidal ist ein spanischer Familienname.

## Namensträger

### A
- Adolfo Rodríguez Vidal (1920–2003), spanischer Geistlicher, katholischer Bischof
- Agustín Vidal (* 1987), argentinischer Handballspieler
- Agustín Sánchez Vidal (* 1948), spanischer Schriftsteller
- Aleix Vidal (* 1989), spanischer Fußballspieler
- Alejandro Vidal (1897–unbekannt), chilenischer Radrennfahrer
- Alejo Vidal-Quadras Roca (* 1945), spanischer Politiker
- Alfredo Vidal y Fuentes (1863–1926), uruguayischer Politiker
- Armin Vidal (* 1944), deutscher Ornithologe
- Arnaud Vidal de Castelnaudari, mittelalterlicher, okzitanischer Dichter und Troubadour
- Arturo Vidal (* 1987), chilenischer Fußballspieler

### B
- Bartolomé Salvá Vidal (* 1986), spanischer Tennisspieler
- Benjamín Vidal (* 1991), chilenischer Fußballspieler
- Borja Vidal (* 1981), spanisch-katarischer Handballspieler

### C
- Caio Vidal (* 2000), brasilianischer Fußballspieler
- Carl Rudolf Vidal (1937–2023), deutscher Physiker
- Carlos Vidal (1902–1982), chilenischer Fußballspieler
- Christina Vidal (* 1981), US-amerikanische Schauspielerin
- Clément Vidal (* 2000), französischer Fußballspieler

### D
- Doriane Vidal (* 1976), französische Snowboarderin

### E
- Émile Vidal (1825–1893), französischer Hautarzt
- Emilio Vidal (* 1929), venezolanischer Radrennfahrer
- Enric Crous-Vidal (1908–1987), spanischer Grafiker, Erfinder von Schriftzeichen und Schriftsteller
- Enrique Benavent Vidal (* 1959), spanischer Geistlicher, Erzbischof von Valencia
- Ernesto Vidal (1921–1974), uruguayischer Fußballspieler
- Eugene Vidal (1895–1969), US-amerikanischer Leichtathlet und Luftfahrtpionier
- Eugène Vincent Vidal (1844–1907), französischer Maler
- Euris Vidal (1987–2013), dominikanischer Radrennfahrer

### F
- Francisco de Asís Vidal y Barraquer (1868–1943), spanischer Geistlicher, Erzbischof von Tarragona
- Francisco de Oliveira Vidal (* 1964), brasilianischer Geistlicher, Bischof von Alagoinhas
- Francisco Pulgar Vidal (1929–2012), peruanischer Komponist
- Francisco Antonino Vidal (1827–1889), uruguayischer Politiker und Arzt
- Francisco Carlos Martins Vidal (Chicão; * 1962), brasilianischer Fußballspieler
- Frédérique Vidal (* 1964), französische Politikerin (parteilos) und amtierende Ministerin

### G
- Gaston Vidal (1888–1949), französischer Politiker und Sportfunktionär
- Gore Vidal (1925–2012), US-amerikanischer Schriftsteller
- Guy Vidal (1939–2002), französischer Comicautor

### H
- Helmut Vidal (1919–2002), deutscher Geologe
- Henri Vidal (Bildhauer) (1864–1918), französischer Bildhauer
- Henri Vidal (1919–1959), französischer Schauspieler
- Henri Raymond Vidal (1862–1938), französischer Chemiker (Vidalschwarz)

### I
- Ignacio Vidal y Cros (1815–1859), spanischer Mediziner und Naturforscher
- Ingrid Vidal (* 1991), kolumbianische Fußballspielerin

### J
- Jacques Vidal (* 1949), französischer Jazzmusiker
- Jaime Agudelo Vidal (1925–2009), kolumbianischer Komiker
- Jaume Vidal (1606–1689), katalanischer Musiker und Benediktiner des Klosters Montserrat
- Javan Vidal (* 1989), englischer Fußballspieler
- Javier Pulgar Vidal (1911–2003), peruanischer Geograph
- Jean Vidal (1789–1867), französischer Violinist und Dirigent
- Jean-Pierre Vidal (* 1977), französischer Skirennläufer
- Jeronimo Vidal (* 1976), spanischer Motorradrennfahrer
- Jesús Vidal Chamorro (* 1974), spanischer Geistlicher, Bischof von Segovia
- Joana Marques Vidal (1955–2024), portugiesische Juristin und Generalstaatsanwältin
- João Evangelista de Lima Vidal (1874–1958), portugiesischer Geistlicher
- Jorge Vidal (Turner) (Jorge Rodolfo Vidal; um 1917–??), argentinischer Kunstturner
- Jorge Vidal (Musiker) (1924–2010), argentinischer Tangosänger und -komponist
- Jorge Vidal (Schauspieler) (1924–2005), mexikanischer Schauspieler
- Jorge Vidal (Hockeyspieler) (Jorge Vidal Mitjans; * 1943), spanischer Hockeyspieler
- Jorge Vidal (Maler) (1943–2006), chilenischer Maler
- Jorge Vidal (Fußballspieler) (* 1974), kolumbianischer Fußballspieler
- Jorge Vidal (Architekt) (* 1980), spanischer Architekt
- José Vidal (1896–1974), uruguayischer Fußballspieler
- José Antonio Abad Vidal, spanischer Pianist, Komponist und Musikpädage
- José María Vidal (1935–1986), spanischer Fußballspieler
- Josefina Vidal (* 1961), kubanische Diplomatin
- Josep Miquel Vidal i Hernández (1939–2013), menorquinischer Physiker
- Joseph Vidal (1866–1936), französischer Politiker
- Juan Francisco Beckmann Vidal (* 1940), mexikanischer Unternehmer und Milliardär
- Juliette Vidal (* 1999), französische Fußballspielerin
- Julio Bertrand Vidal (1888–1918), chilenischer Architekt, Fotograf und Zeichner
- Julio César Vidal Ortiz (* 1944), kolumbianischer Geistlicher, Bischof von Cúcuta

### K
- Kathi Vidal (* 1968), US-amerikanische Anwältin für geistiges Eigentum
- Konstantin Vidal (1900–1990), deutscher Politiker (CSU)

### L
- Laurent Vidal (1984–2015), französischer Triathlet
- Lisa Vidal (* 1965), US-amerikanische Schauspielerin
- Lise Vidal (1977–2021), französische Windsurferin
- Llorenç Vidal i Vidal (* 1936), spanischer Pädagoge, Pazifist und Autor
- Lluís Vidal (* 1954), spanischer Pianist und Komponist
- Louis Vidal (1831–1892), französischer Bildhauer
- Lucas Vidal (* 1984), spanischer Komponist
- Luis Vidal (Fußballspieler, 1916) (1916–1999), chilenischer Fußballspieler und -trainer
- Lluïsa Vidal (1876–1918), spanische (katalanische) Malerin

### M
- Maikel Vidal (* 2000), kubanischer Weitspringer
- Marc Vidal (* 1991), französischer Fußballtorwart
- Marc Vidal Claramunt (* 1976), spanischer Poolbillardspieler
- María Vidal, spanische Copla-Sängerin und Schauspielerin
- Maria Elena Fernandez-Vidal (* 1960), US-amerikanische Popsängerin
- María Eugenia Vidal (* 1973), argentinische Politikerin
- Mariano Vidal Molina (1925–1996), spanischer Schauspieler
- Max Vidal, deutscher Kaufmann, Gründer von Vidal & Sohn Tempo-Werk
- Maurice Vidal (1919–2011), französischer Sportjournalist
- Melchiorre Vidal (1837–1911), spanischer Opernsänger (Tenor) und Gesangspädagoge
- Michel Vidal (* 1824), US-amerikanischer Politiker

### N
- Nacho Vidal (Pornodarsteller) (Ignacio Jordà González; * 1973), spanischer Pornodarsteller und Filmregisseur
- Nacho Vidal (Fußballspieler) (Ignacio Vidal Miralles; * 1995), spanischer Fußballspieler
- Nicolas Vidal, französischer Zoologe (Herpetologe)
- Nicole Vidal (1928–2003), französische Schriftstellerin
- Nina Vidal, US-amerikanische Singer-Songwriterin und Pianistin

### O
- Oscar Vidal (* 1904), deutscher Kaufmann und Fabrikant (Vidal & Sohn Tempo-Werk)

### P
- Paul Vidal (1863–1931), französischer Komponist
- Paul Vidal de la Blache (1845–1918), französischer Geograph
- Pavel Vidal (* 1970er), kubanischer Wirtschaftswissenschaftler und Hochschullehrer
- Pedro Vidal (1777–1846), uruguayischer Politiker
- Pedro Vidal (Regisseur) († 2010), spanischer Filmschaffender
- Peire Vidal (um 1175–um 1210), französischer Komponist und Trobador
- Philippe Vidal (* 1941), französischer Autorennfahrer
- Pierre Vidal (Politiker, 1773-1843) (1773–1843), französischer Politiker
- Pierre Vidal (Dichter) (1811–1888), okzitanischer Dichter
- Pierre Vidal (Historiker) (1848–1929), südfranzösischer Historiker (oft auch als Pere Vidal angesprochen)
- Pierre Vidal (Illustrator) (1849–1913), französischer Illustrator
- Pierre Vidal (Politiker) (1906–1967), französischer Unternehmer und Politiker
- Pierre Vidal (Komponist) (1927–2010), französischer Komponist, Organist und Musikwissenschaftler
- Pierre Vidal-Naquet (1930–2006), französischer Historiker

### R
- Rafael Quiñones Vidal (1892–1988), puerto-ricanischer Journalist und Fernsehmoderator
- Rafael Vidal (1964–2005), venezolanischer Schwimmer
- Raymond Vidal (1896–1991), französischer Politiker
- Ricardo Vidal (Leichtathlet) (1930–2010), chilenischer Langstreckenläufer
- Ricardo J. Vidal (1931–2017), philippinischer Geistlicher, Erzbischof von Cebu
- Robert Vidal (Radsportler) (* 1933), französischer Radrennfahrer

### S
- Sergi Vidal (* 1981), spanischer Basketballspieler

### T
- Tchan Tchou Vidal (Paul Vidal; 1923–1999), französischer Jazzgitarrist

### V
- Vanessa Vidal (* 1974), französische Skirennläuferin

### X
- Xavier Trias i Vidal de Llobatera (* 1946), spanischer Politiker, Bürgermeister von Barcelona, siehe Xavier Trias

### Y
- Yuri González Vidal (* 1981), kubanischer Schachspieler